# Stanislav Grof

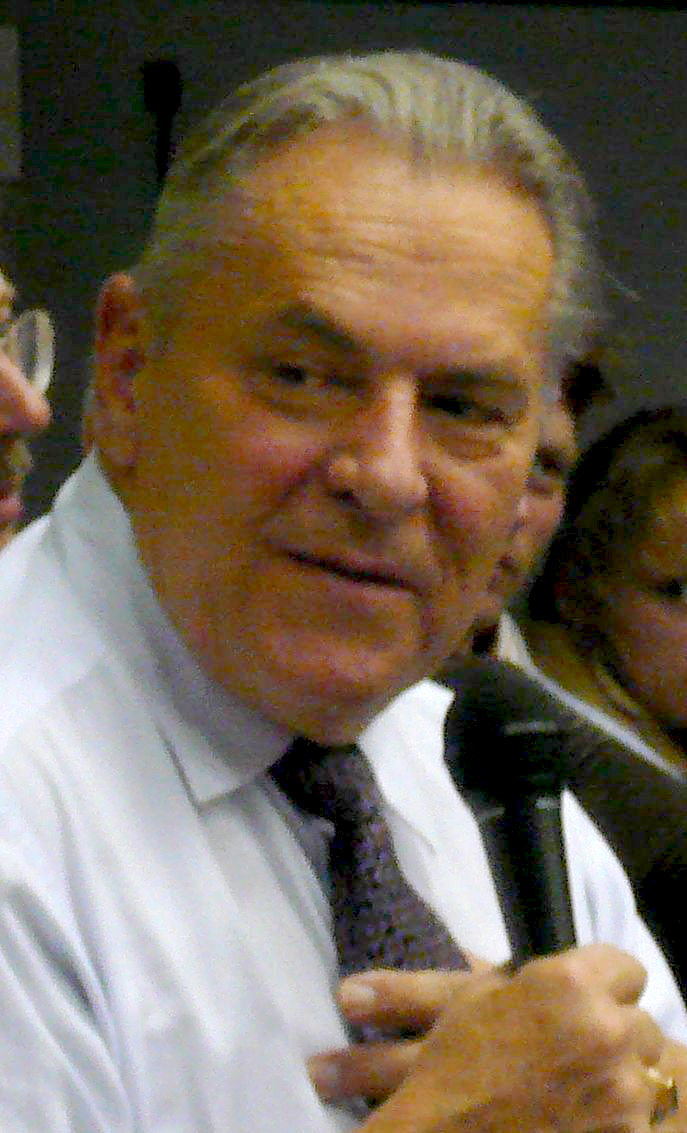
Stanislav Grof

Stanislav Grof (ur. 1 lipca 1931 w Pradze) – amerykański psychiatra czeskiego pochodzenia, jeden z twórców psychologii transpersonalnej, nurtu zwanego „czwartą siłą w psychologii” (obok psychoanalizy, behawioryzmu oraz orientacji humanistycznej); pionier w dziedzinie badań nad terapeutycznym zastosowaniem odmiennych stanów świadomości.
Zasłynął swymi badaniami nad wpływem LSD na umysł, poddając pacjentów kuracji nazwanej przez siebie „turbopsychoanalizą”. Będący niegdyś psychoanalitykiem Grof, podawał pacjentom LSD, po czym przeprowadzał sesję psychoanalityczną. Mawiał ponoć, że już po kilku spotkaniach osiąga efekty, które klasyczna psychoanaliza daje dopiero po latach terapii. Po zdelegalizowaniu tej substancji wraz z żoną opracował metodę niefarmakologiczną wywoływania odmiennych stanów świadomości, analogiczną w swym potencjale terapeutycznym. Metoda ta, wykorzystująca techniki oddechowe, znana jest jako oddychanie holotropowe.
Stanislav Grof swoją pracę badawczą nad terapeutycznym zastosowaniem psychodelików rozpoczął w Pradze. Od 1967 roku kontynuuje badania w USA na Uniwersytecie Johnsa Hopkinsa i w Marylandzkim Ośrodku Badań Psychiatrycznych, gdzie pracuje nad wykorzystaniem psychodelików w terapii nerwic i uzależnień oraz u osób umierających na raka. Obecnie pracuje w Instytucie Esalen (Kalifornia), gdzie opracowuje założenia terapii holotropowej.
Jest autorem takich głośnych książek jak „LSD Psychoteraphy” czy „Beyond Death”, a także dostępnych na polskim rynku „Obszary nieświadomości”, „Poza Mózg”, „Przygoda odkrywania samego siebie” oraz „Najdalsza podróż”.
Grof twierdzi, że potencjalnie potrafimy uzyskać informację o wszystkim, co działo się, dzieje się i będzie dziać we Wszechświecie – wystarczy podłączenie pod odpowiednią falę.
Badania i praktyki Grofa zaowocowały stworzeniem teorii matryc okołoporodowych, mających według niego wyjaśniać, w jaki sposób nasze wzorce mają swoje źródło w doświadczeniach okołoporodowych.

## Książki wydane w języku polskim
- Stanislav Grof: Obszary nieświadomości: raport z badań nad LSD. Andrzej Szyjewski (tłum.). Kraków: Wydawnictwo A, 2000, seria: Jeden Świat. ISBN 83-912388-4-9. Brak numerów stron w książce
- Stanislav Grof: Poza mózg : narodziny, śmierć i transcendencja w psychoterapii. Ilona Szewczyk (tłum.). Kraków: Wydawnictwo A, cop. 1999, seria: Jeden Świat. ISBN 83-905347-9-7. Brak numerów stron w książce (wydanie drugie: 2010 r., ISBN 978-83-89978-30-1)
- Stanislav Grof: Przygoda odkrywania samego siebie: wymiary świadomości: nowe perspektywy w psychoterapii. Krzysztof Azarewicz (tłum.). Gdynia: Uraeus, cop. 2000, seria: Anthropos. ISBN 83-85732-84-5. Brak numerów stron w książce
- Stanislav Grof: Najdalsza podróż. Misterium i świadomość śmierci. Maciej Lorenc (tłum.), Dariusz Misiuna (tłum.). Warszawa: Wydawnictwo Okultura, 2010, seria: Transwizje. ISBN 978-83-88922-26-8. Brak numerów stron w książce
- Stanislav Grof: Kiedy niemożliwe staje się możliwe. Maciej Lorenc (tłum.), Dariusz Misiuna (tłum.). Warszawa: Wydawnictwo Okultura, 2010. ISBN 978-83-88922-27-5. Brak numerów stron w książce
- Stanislav Grof: Kosmiczna gra. Maciej Lorenc (tłum.), Dariusz Misiuna (tłum.). Warszawa: Wydawnictwo Okultura, 2014, seria: Transwizje. ISBN 978-83-88922-43-5.
- Stanislav Grof, Psychologia przyszłości. Rafał Pękała (tłum.). Łódź: Wydawnictwo Galaktyka, 2020. ISBN 978-83-7579-767-1